# 10963 ван дер Брюгге
10963 ван дер Брюгге (10963 van der Brugge) — астероїд головного поясу, відкритий 25 березня 1971 року.
Тіссеранів параметр щодо Юпітера — 3,192.